# Колко ми даваш?
„Колко ми даваш?“ е телевизионна игра на bTV. Българската версия е по лиценз на Can’t Stop Media.

## Сезони
| Сезон | Сезон           | ТВ канал | Водещ           | ТВ сезон      | Епизоди      | Старт        | Финал                               | Излъчване                        |
| ----- | --------------- | -------- | --------------- | ------------- | ------------ | ------------ | ----------------------------------- | -------------------------------- |
|       | 1               | bTV      | Флорина Иванова | 2024 (есен)   | 14           | 19 септември | 1 ноември                           | четвъртък и петък, 22:00 – 23:00 |
|       | 2               | bTV      | Флорина Иванова | 2025 (пролет) | 1            | 16 февруари  | 16 февруари                         | неделя, 22:00 – 23:00            |
| 4     | 2               | bTV      | Флорина Иванова | 2025 (пролет) | 17 февруари  | 25 февруари  | понеделник и вторник, 22:15 – 23:15 |                                  |
| 2     | 2               | bTV      | Флорина Иванова | 2025 (пролет) | 4 март       | 11 март      | вторник, 22:15 – 23:15              |                                  |
| 20    | 2               | bTV      | Флорина Иванова | 2025 (пролет) | 18 март      | 21 май       | вторник и сряда, 22:00 – 23:00      |                                  |
| 3     | Боряна Братоева | bTV      | 2025 (есен)     |               | 11 септември | декември     | четвъртък, 20:00 – 22:00            |                                  |

## Регламент
Всеки епизод, звезден отбор съставен от двама известни хора, ще бъдат изправени пред предизвикателството да познаят точната възраст на шестима напълно непознати участници. И двамата състезатели ще имат пет ключа за правилен отговор, свързани с истинската възраст на лицата, срещу което се изправят. Ако искат да познаят възрастта на непознатите хора, трябва да разчитат не само на собствената си интуиция, но и на собствените си познания в различни области. Двойката ще се състезават за определена сума пари, която ще намалява с всеки грешен отговор. Награди ще спечели публиката в студиото и шестима непознати участници, чиято възраст дуото трябва да познае.

## Първи сезон
На 9 юли 2024 г. bTV Media Group, обявява, че е придобила правата за създаване и излъчване на 4 развлекателни тв игри. Това са продукциите: „Коя е тази песен?“, „Помниш ли текста?“, „Колко ми даваш?“ и „Кажи честно“. На 18 юли е пуснат кастинг за предаването „Колко ми даваш?“. На 30 август е обявено, че журналистката Флорина Иванова е водеща на предаването.
От 6 януари 2025 г. Би Ти Ви излъчва като повторение епизодите от първия сезон от понеделник до четвъртък/петък от 21:15 ч.

### Участници
| Епизод        | Звезден отбор                                 | Печалба  |
| ------------- | --------------------------------------------- | -------- |
| 1 (19.09.24)  | Ути Бъчваров и Лазара Златарева               | 5250 лв. |
| 2 (20.09.24)  | Константин и Димитър Ковачев – Фънки          | 4125 лв. |
| 3 (26.09.24)  | Милена Маркова – Маца и Станимир Гъмов        | 1250 лв. |
| 4 (27.09.24)  | Диляна Попова и Александър Сано               | 4875 лв. |
| 5 (03.10.24)  | Томаш Папкала и Франциска Йорданова – Папкала | 4250 лв. |
| 6 (04.10.24)  | Димитър Тасев и Валери Генов                  | 2375 лв. |
| 7 (10.10.24)  | Галин и Адам                                  | 6750 лв. |
| 8 (11.10.24)  | Георги и Валентин Братоеви                    | 2625 лв. |
| 9 (17.10.24)  | Рая Пеева и Красимира Демирова                | 2375 лв. |
| 10 (18.10.24) | Оля Малинова и Красимира Хаджииванова         | 4000 лв. |
| 11 (24.10.24) | Мариана Хил и проф. Георги Рачев              | 1000 лв. |
| 12 (25.10.24) | Любомир Попов – Къдравия и 100 Кила           | 3000 лв. |
| 13 (31.10.24) | Десита и Лидия                                | 6500 лв. |
| 14 (01.11.24) | Боряна Калейн и Семен Новиков                 | 1125 лв. |

## Втори сезон

### Участници
| Епизод        | Звезден отбор                             | Печалба   |
| ------------- | ----------------------------------------- | --------- |
| 1 (16.02.25)  | Ива Екимова и Ива Дойчинова               | 6000 лв.  |
| 2 (17.02.25)  | Атанас Пенев и Христо Мутафчиев           | 3125 лв.  |
| 3 (18.02.25)  | Весела Нейнски и Стоян Роянов – ЯЯ        | 0 лв.     |
| 4 (24.02.25)  | Мариана Попова и Веселин Плачков          | 1500 лв.  |
| 5 (25.02.25)  | Стефания Колева и Деян Ангелов            | 3000 лв.  |
| 6 (04.03.25)  | Мария и Николина Чакърдъкови              | 7875 лв.  |
| 7 (11.03.25)  | Нина Николина и Свилен Ноев               | 4500 лв.  |
| 8 (18.03.25)  | Димитър Иванов – Капитана и Ани Михайлова | 2250 лв.  |
| 9 (19.03.25)  | Георги Любенов и Кристина Димитрова       | 8250 лв.  |
| 10 (25.03.25) | Асен Кукушев и Радослав Радославов – Руди | 3000 лв.  |
| 11 (26.03.25) | Люба Пашова и Иво Танев                   | 15000 лв. |
| 12 (01.04.25) | Емануела и Анелия                         | 4750 лв.  |
| 13 (02.04.25) | Петя Кюпова и Антон Георгиев              | 2000 лв.  |
| 14 (08.04.25) | Светослав и Благовест Аргирови            | 9250 лв.  |
| 15 (09.04.25) | Виктория Терзийска и Филип Буков          | 0 лв.     |
| 16 (15.04.25) | Рени и Илиян                              | 1500 лв.  |
| 17 (16.04.25) | Петър Бакърджиев и Илия Илиев             | 1750 лв.  |
| 18 (22.04.25) | Устата и Кали                             | 3250 лв.  |
| 19 (23.04.25) | Мила Михова и Дарина Такова               | 1000 лв.  |
| 20 (29.04.25) | Мира и Лора Добреви                       | 3500 лв.  |
| 21 (30.04.25) | Драгомир Симеонов и София Маринкова       | 375 лв.   |
| 22 (06.05.25) | Ники Илиев и Стефани Обадяру              | 2250 лв.  |
| 23 (07.05.25) | Даниел Върбанов и Славена Вътова          | 3500 лв.  |
| 24 (13.05.25) | Яна Маринова и Теодор Папазов             | 3375 лв.  |
| 25 (14.05.25) | Камен Алипиев – Кедъра и Венци Венц       | 3000 лв.  |
| 26 (20.05.25) | Богдана Трифонова и Здрава Каменова       | 750 лв.   |
| 27 (21.05.25) | Стефан А. Щерев и Албена Михова           | 6000 лв.  |